# Kai Kobad

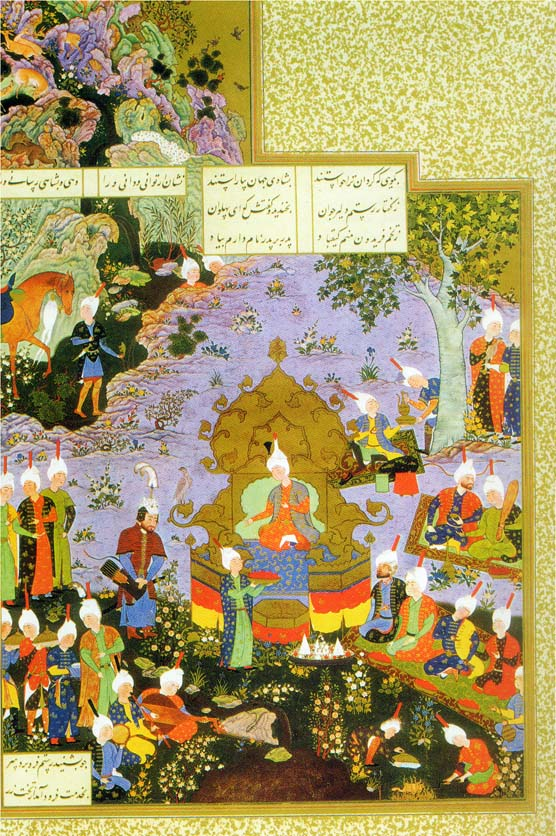
Kai Kobad lebte, bevor er Schah des Iran wurde, im Elburs-Gebirge.

Kai Kobad (persisch كى قباد, DMG Kai Qubād, auch Kai Qobād) ist eine Gestalt der persischen  Mythologie. Er ist der fünfte König des heroischen Zeitalters Irans, erster Kayanide und wird im elften Buch des Schāhnāme beschrieben, dem persischen Königsbuch des persischen Dichters Firdausi  (940/41–1020).  Friedrich Rückert transkribiert Keikobad.
Ortsnamen mit Bezug auf Kai Kobad sind Tacht-i Kobad („Thron des Kobad“), eine achämenidische Stadtgründung am Amudarja, und Kej-Kobad-Schach („König Kai Kobad“), eine im 3./2. Jahrhundert v. Chr. gegründete befestigte Stadt rund 40 Kilometer nördlich nahe der heutigen Stadt Kubodijon im Süden Tadschikistans. Deren Namen geht ebenfalls auf den mythischen König zurück, der nach der Legende hier gelebt haben soll.

## Kai Kobad in Schahname - Sage XI
Firdausi berichtet in Schahname, dass Kai Kobad ein Nachkomme Fereyduns ist. Nachdem Schah Garschasp verstorben ist, sucht Rostam Kai Kobad im Elburs-Gebirge auf. Kai Kobad wird zum Schah gekrönt und führt das Heer der Iraner gemeinsam mit Rostam gegen Afrasiab. Rostam besiegt Afrasiab und erhält seither den Beinamen „Kronenverteiler“ (persisch: tādsch bachsch). Afrasiab flieht nach Turan zu seinem Vater Peschang. Er rät ihm, mit Kai Kobad Frieden zu schließen und den Kampf um die Vorherrschaft in Iran zu beenden, der seit der Teilung des Reiches von Fereydun unter seinen drei Söhnen Selm, Tur und Iradj begonnen hatte. Kai Kobad nimmt das Friedensangebot an. Kai Kobad sorgt als Hüter der Gerechtigkeit für Ausgleich im Lande. Er gründet in den folgenden Jahren zahlreich Städte und Dörfer und herrscht etwa einhundert Jahre.

Kai Kobad hatte vier Söhne: Kai Kawus, Aresch, Peschin und Kai Armin. Vor seinem Tod bestimmt Kai Kobad seinen ältesten Sohn Kai Kawus zu seinem Nachfolger. Im Sterben liegend gibt er seinem Sohn noch folgenden Rat: 

„Er sagt ihm: "Gepackt ist mein Bündel schon,
Laß mir den Sarg und nimm den Thron!
Nun ist's, als ob ich vom Albors herbei
So eben fröhlich gezogen sei.
Ja, Glück und Macht, die so vergehn
Ein Thor ist, wer Ihnen mag huldigen.
Bist Du gerecht und rein von Sinn,
So bleibt dir jener Welt Gewinn,
Doch zieht ins Netz dich Gierigkeit,
So ziehst du ein scharfes Schwert aus der Scheid',
Womit du selbst die Wunden schlägst,
Dann in der Feinde Hand es legst.
In jener Welt ist Dein Ort die Glut,
In dieser lebst du unwolgemut.“

Auch in dieser Sage verweist Firdausi am Ende des Lebens eines Herrschers auf die Endlichkeit aller Mächtigen. Mit seiner Warnung, nicht der Versuchung der Macht zu erliegen und der Gier nachzugeben, will Firdausi auf die fatalen Folgen einer solch kurzsichtigen Politik aufmerksam machen. Leider beherzigt der Sohn von Kai Kaobad, Kai Kawous, diesen wohl gemeinten Rat seines Vaters nicht. Getrieben von seiner Gier nach Ruhm und Macht, bricht er auf, um das Land der Zauberer und Dämonen zu erobern.